# 卢多维科·利帕里尼
拉迪斯拉·德高斯（義大利語：Ludovico Lipparini；1800年2月17日—1856年3月19日），是意大利著名画家 。

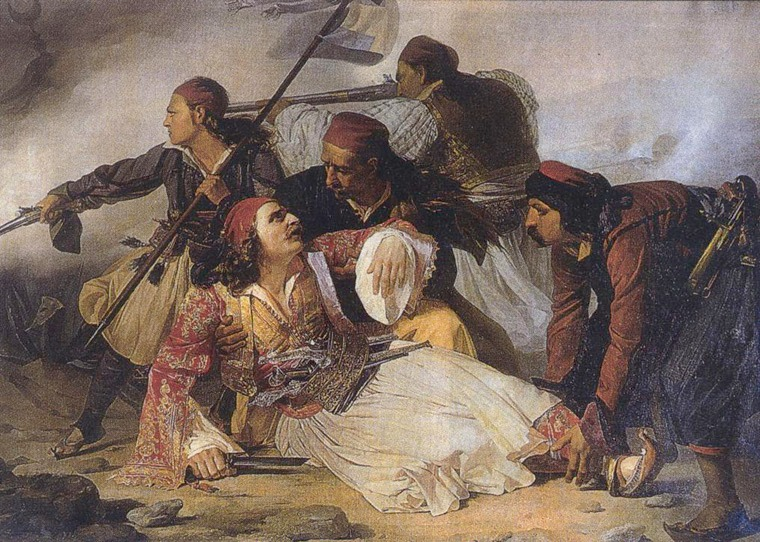
Death of Markos Botsaris

## 博物館
他出生于博洛尼亚，并在那个城市受到指导，他在十五岁那年引起了他的注意。 1820年，他在罗马和那不勒斯，并于1822年和1825年威尼斯，他在那里成为教授于1838年在教堂卡羅·斯卡帕 (Accademia di Belle Arti di Venezia)， 和1848年的绘画教授。他在威尼斯去世。

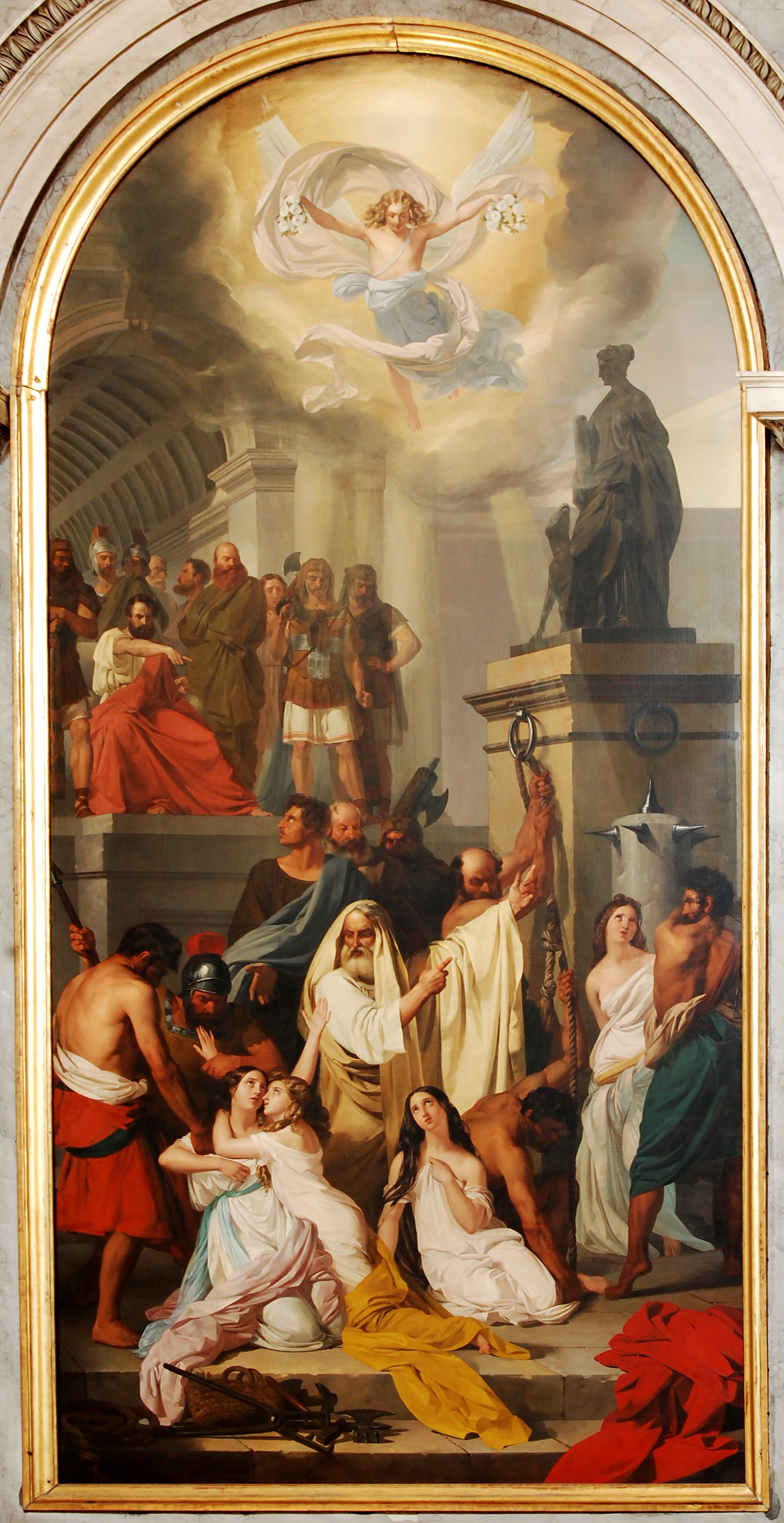
Martrydom of Aquileans

他的学生中有着名的威尼斯画家 安东尼奥·罗塔

### 引用
1. ↑  Brescia exhibition notes （页面存档备份，存于）.
2. ↑  La Vita Italiana, Volume 2 （页面存档备份，存于）, Obituary on Pompeo Marino Molmenti, February–April 1895, Edited by Angelo de Gubernatis, page 128.